# 和田 (鹿児島市)
和田（わだ）は、鹿児島県鹿児島市の町丁。旧薩摩国谿山郡谷山郷和田村、谿山郡谷山村大字和田、鹿児島郡谷山町大字和田、谷山市和田町、鹿児島市和田町。郵便番号は891-0143。人口は7,032人、世帯数は3,164世帯（2020年4月1日現在）。和田一丁目から和田三丁目までがあり、和田一丁目から和田三丁目までの全域で住居表示を実施している。

## 地理
鹿児島市南部（谷山地区）、和田川下流域に位置している。町域の北方には谷山中央及び慈眼寺町、南方には坂之上、西方には下福元町、東方には南栄がそれぞれ隣接している。
町域を南北に国道225号（国道226号と重複）、東西に鹿児島県道219号玉取迫鹿児島港線が通っている。教育施設は中央部（和田川）に鹿児島市立和田小学校、南部（和田坂）に鹿児島市立和田中学校が所在している。

### 河川
- 木之下川
- 和田川

### 町名の由来
「和田」という地名は海の神であるワタツミ（綿津見神）の名前の一部である綿（わた）が訛り、和田と呼ばれるようになったことに由来する。

## 歴史

### 先史時代
和田からは弥生時代のものとみられる「和田玉林遺跡」が発見されており、弥生土器や石器が出土しているが、1967年（昭和42年）に谷山市によって発刊された「谷山市史」によれば和田玉林遺跡自体は未調査であり全体像は不明である。

### 和田の成立と中世

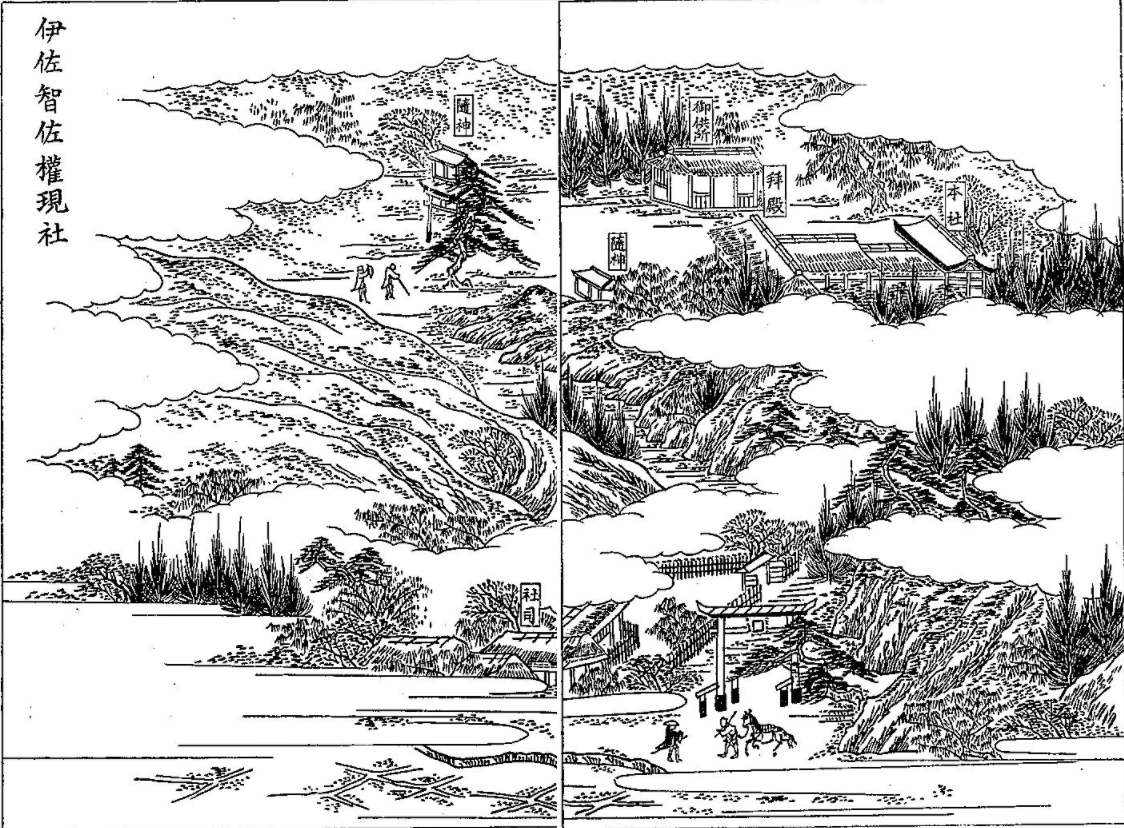
三国名勝図会に掲載されている伊佐智佐神社の挿絵

和田という地名は室町時代から薩摩国谿山郡のうちであった。中世には和田村や和田名と言われた。応永7年（1400年）の島津元久書下に「薩摩国谷山郡和田村并佐屋脇半分事」と賜り伊作久義に宛がわれた。和田には和田城（別名：玉林城、神前城）があり、山田諸三郎によって築かれた。文安5年（1448年）の「伊佐智佐権現坪付」によれば、20日に伊佐智佐神社領となっったとし、「霜月廿日祭田」が、「八月ひかんの御祭」の田地とされている。
戦国時代になり、玉林城は島津実久が谷山を領し宮崎へと視野を向けた際に、家臣らに士家を守らせた。のちに島津貴久が留守を申し付かったとされる。

### 近世の和田村
江戸時代には谿山郡谷山郷（外城）のうちであったとされ、村高（石高）は「天保郷帳」では538石余、「郡村高辻帳」では591石余、「三州御治世要覧」では569石余、「旧高旧領取調帳」では538石余であった。農村であった和田村には庄屋が置かれ、上福元村の麓に置かれていた地頭仮屋の管轄下となっていた。村域内を山川路（別名：谷山街道）が通っており、和田村の南部海岸には七ツ島と呼ばれる小島が点在していた。
万延元年（1860年）には和田浜で大火が発生し、住居97戸と非住居43戸が焼失し罹災者数が494人にのぼった。

### 町村制施行以後の和田
1889年（明治22年）に町村制が施行されたのに伴い、それまでの谷山郷にあたる下福元村、上福元村、松崎町、塩屋村、和田村、平川村、中村、山田村、五ケ別府村の区域より鹿児島郡谷山村が成立した。これに伴ってそれまでの和田村は谷山村の大字「和田」となった。1897年（明治30年）4月1日に「 鹿兒島縣下國界竝郡界變更及郡廢置法律」（明治29年法律第55号）が施行されたのに伴い谿山郡が鹿児島郡に編入され、谿山郡に属していた谷山村は鹿児島郡となった。1924年（大正13年）9月1日には谷山村が町制施行したことにより、谷山町の大字となった。1958年（昭和33年）に谷山町が単独市制施行し谷山市となり、同時に大字を町に改め、それまでの大字和田は谷山市の町「和田町」となった。
1967年（昭和42年）4月29日には谷山市が鹿児島市と対等合併し、鹿児島市となった。それに伴って鹿児島市の町「和田町」となった。
1996年（平成8年）2月13日に和田町・谷山塩屋町の一部にあたる谷山第一地区において住居表示を実施されるのに伴い、町名整理が行われ、和田町・谷山塩屋町の各一部より「和田一丁目」、和田町の一部より「和田二丁目」が設置された。同年11月18日には慈眼寺地区において住居表示が実施されるのに合わせて、和田町及び上福元町の一部が慈眼寺町に編入した。2008年（平成20年）2月25日には和田町及び下福元町の一部にあたる坂之上地区において住居表示が実施され、和田町及び下福元町の一部より坂之上一丁目が新設された。
2013年（平成25年）11月11日には和田地区において住居表示が実施され、和田町の全域及び谷山塩屋町の全域より「和田三丁目」が設置された。それに伴って和田町及び谷山塩屋町は廃止された。

### 町域の変遷
| 実施後               | 実施年             | 実施前             |
| -------------------- | ------------------ | ------------------ |
| 和田一丁目（新設）   | 1996年（平成8年）  | 和田町（一部）     |
| 和田一丁目（新設）   | 1996年（平成8年）  | 谷山塩屋町（一部） |
| 和田二丁目（新設）   | 1996年（平成8年）  | 和田町（一部）     |
| 慈眼寺町（編入）     | 1996年（平成8年）  | 和田町（一部）     |
| 慈眼寺町（編入）     | 1996年（平成8年）  | 上福元町（一部）   |
| 坂之上一丁目（新設） | 2008年（平成20年） | 和田町（一部）     |
| 坂之上一丁目（新設） | 2008年（平成20年） | 下福元町（一部）   |
| 和田三丁目（新設）   | 2013年（平成25年） | 和田町（全域）     |
| 和田三丁目（新設）   | 2013年（平成25年） | 谷山塩屋町（全域） |

## 人口

### 町丁別
|            | 世帯数 | 人口  |
| ---------- | ------ | ----- |
| 和田一丁目 | 1,095  | 2,500 |
| 和田二丁目 | 911    | 2,246 |
| 和田三丁目 | 1,158  | 2,286 |

### 人口の遷移
以下の表は国勢調査による小地域集計が開始された1995年以降の人口の推移である。
| 年                 | 人口  |
| ------------------ | ----- |
| 1995年（平成7年）  | 7,940 |
| 2000年（平成12年） | 8,500 |
| 2005年（平成17年） | 8,486 |
| 2010年（平成22年） | 6,767 |
| 2015年（平成27年） | 6,694 |

## 施設

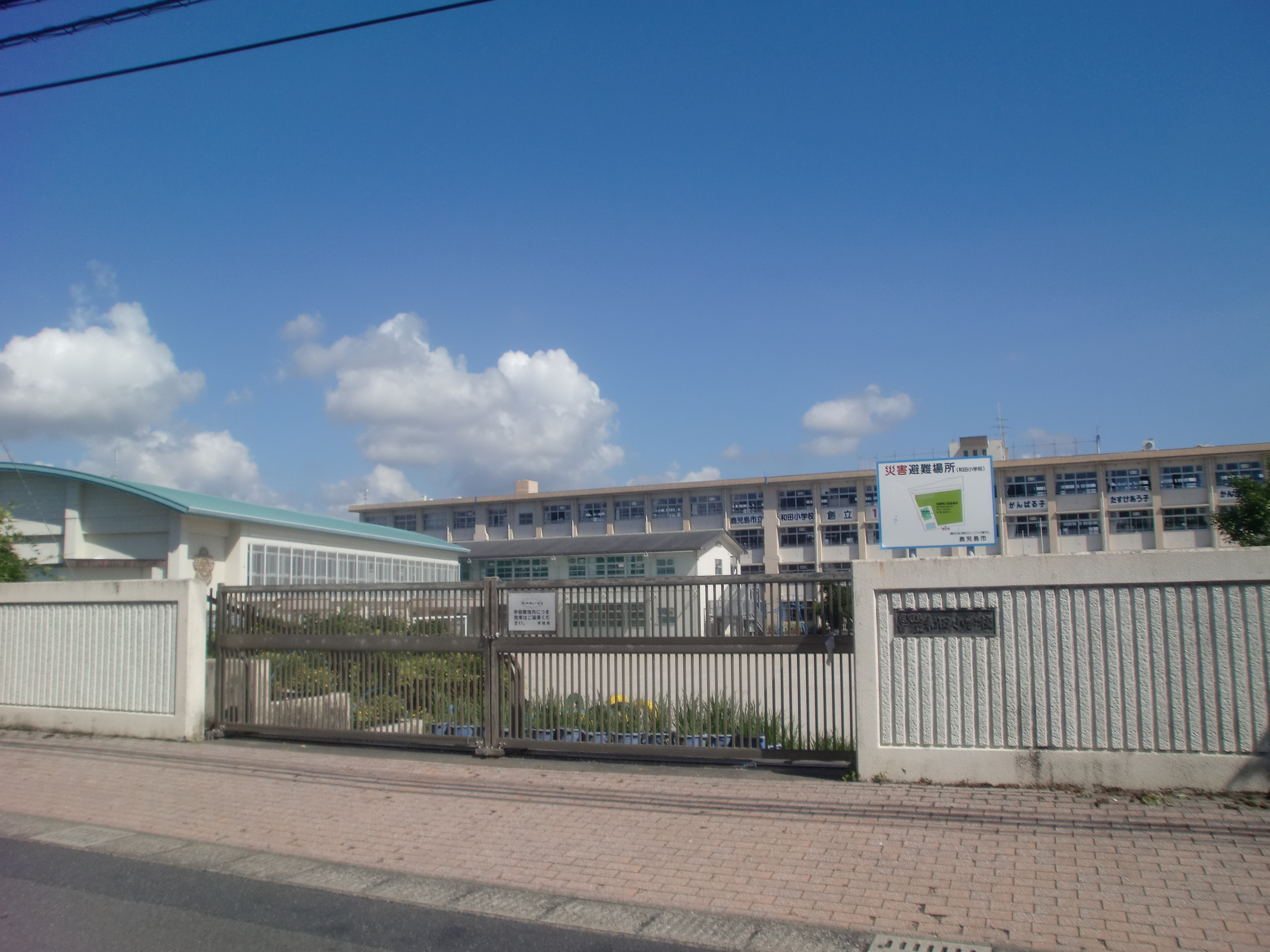
鹿児島市立和田小学校

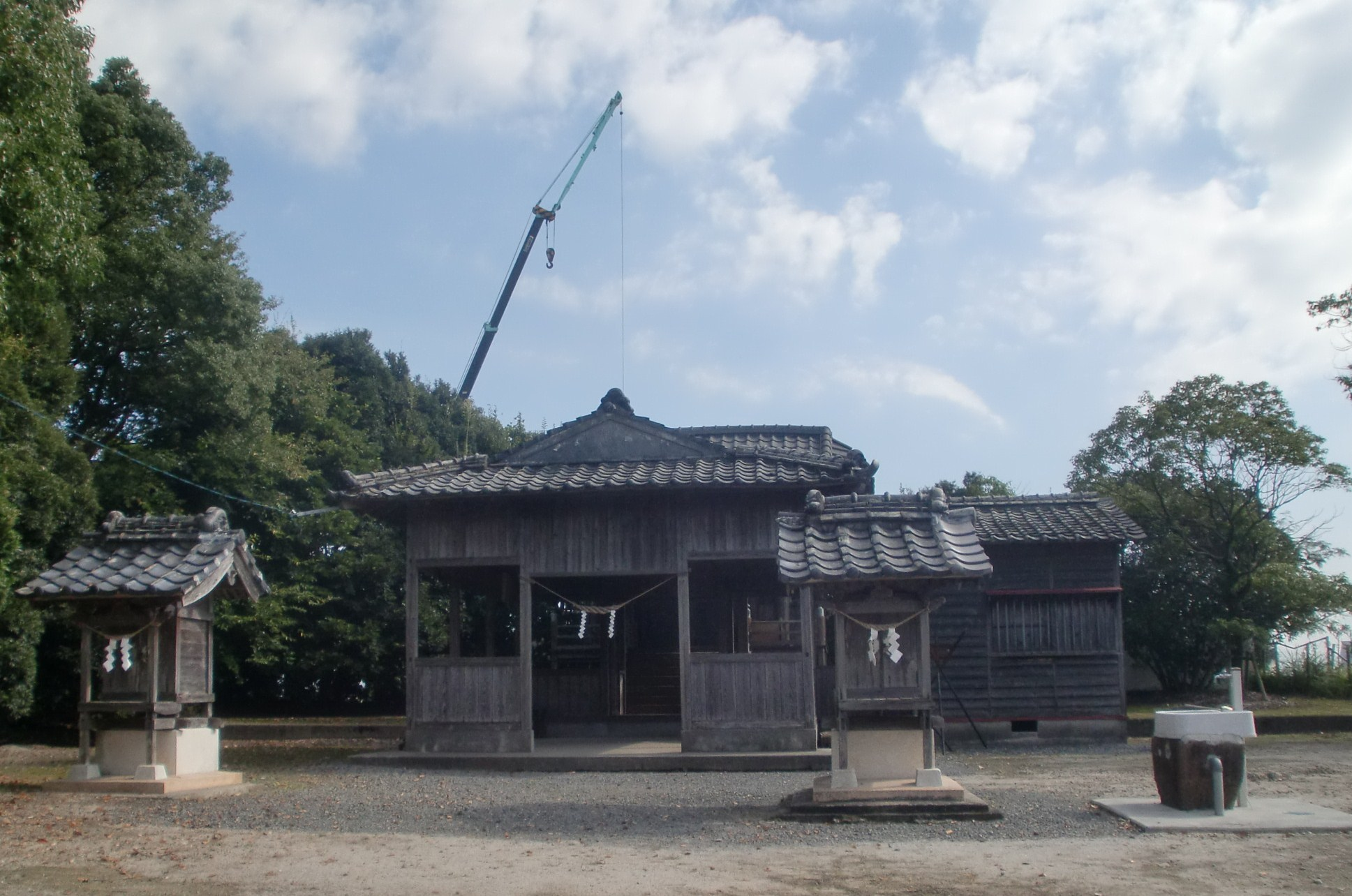
伊佐智佐神社

### 公共
- 和田福祉館[31]

### 教育
- 鹿児島市立和田中学校[32]
- 鹿児島市立和田小学校[33]
- 谷山幼稚園[34]
- 和田保育園
- 南谷山保育園

### 郵便局
- 和田簡易郵便局[35]
1963年（昭和38年）設置[36]。

### 寺社
- 伊佐智佐神社
- 妙行寺

## 小・中学校の学区
市立小・中学校に通う場合、学区（校区）は以下の通りとなる。
川路人道橋（和田小学校前通線）が、小・中学校を繋ぐ橋である。
| 町丁       | 番・番地 | 小学校               | 中学校               |
| ---------- | -------- | -------------------- | -------------------- |
| 和田一丁目 | 全域     | 鹿児島市立和田小学校 | 鹿児島市立和田中学校 |
| 和田二丁目 | 全域     | 鹿児島市立和田小学校 | 鹿児島市立和田中学校 |
| 和田三丁目 | 全域     | 鹿児島市立和田小学校 | 鹿児島市立和田中学校 |

## 交通

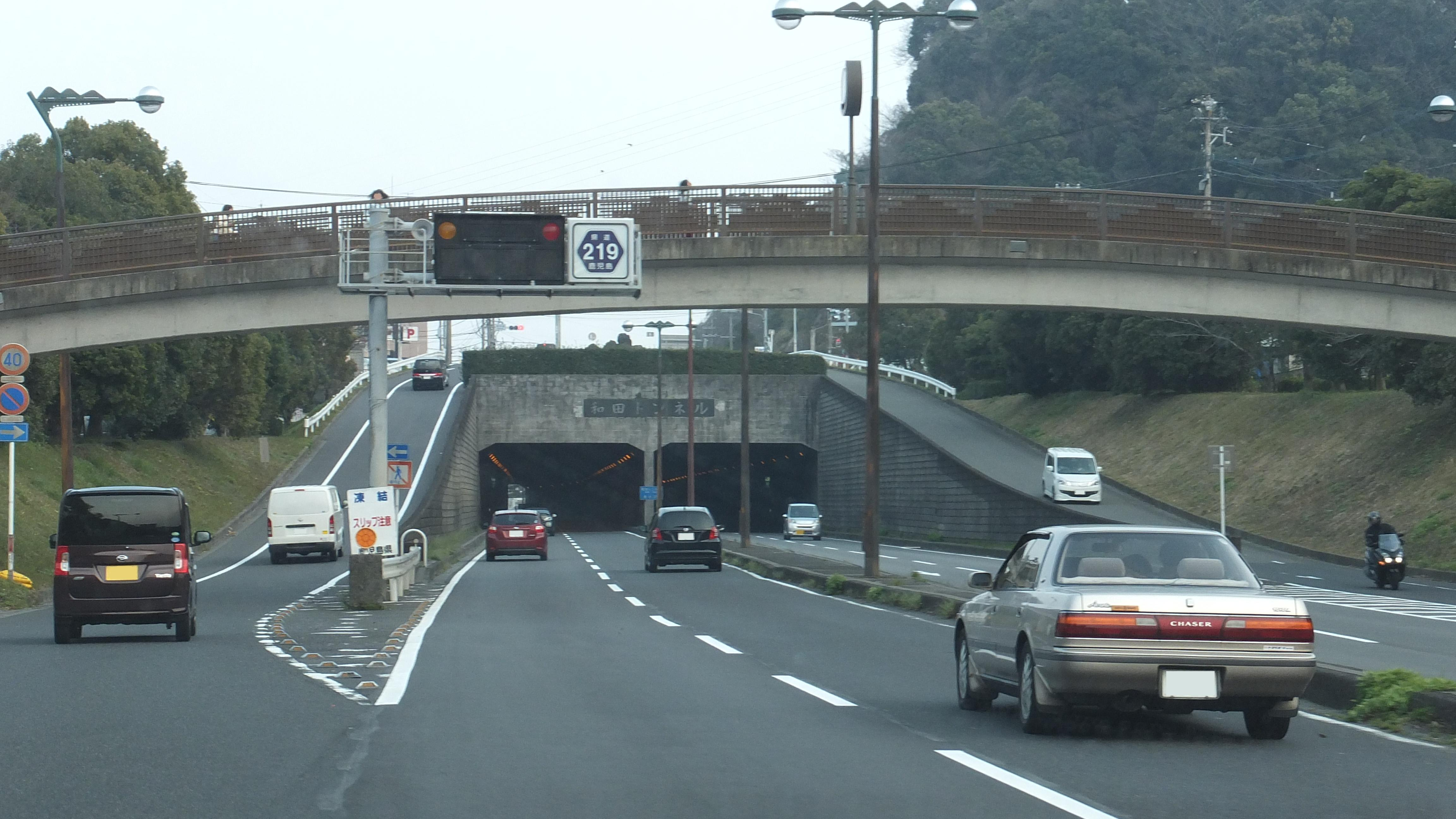
和田トンネル（鹿児島県道219号玉取迫鹿児島港線）。トンネル上を通るのは国道225号である。

### 道路
一般国道
- 国道225号

一般県道
- 鹿児島県道219号玉取迫鹿児島港線

## 出身人物
- 太田淳昭（宗教家・浄土真宗本願寺派総長）[38]
- 桑鶴実（谷山市長）[39]